# Pea Ridge (Arkansas)
Pea Ridge é uma cidade localizada no estado americano de Arkansas, no Condado de Benton.

## Demografia
Segundo o censo americano de 2000, a sua população era de 2346 habitantes.
Em 2006, foi estimada uma população de 3979, um aumento de 1633 (69.6%).

## Geografia
De acordo com o United States Census Bureau, a localidade tem uma área de 10,6 km², sem área coberta por água. Pea Ridge localiza-se a aproximadamente 453 m acima do nível do mar.

## Localidades na vizinhança
O diagrama seguinte representa as localidades num raio de 16 km ao redor de Pea Ridge.